# موتور رضایی بادفر
موتور رضایی بادفر یک منطقهٔ مسکونی در ایران است که در دهستان پیرسهراب واقع شده‌است. موتور رضایی بادفر ۱۹ نفر جمعیت دارد.